# 塩素化パラフィン

短鎖塩素化パラフィンのひとつ、2,3,4,5,6,8-ヘキサクロロデカン

塩素化パラフィン（えんそかパラフィン、英: Chlorinated paraffins。塩化パラフィンとも）は、アルカンに塩素を結合させた有機塩素化合物の総称である。そのうち、炭素数10から13のものを短鎖塩素化パラフィン（SCCPs）という。塩素とノルマルパラフィンまたはパラフィンワックスを原料とし、用途に応じて様々な塩素化率の製品が製造される。

## 用途
難燃性、疎水性、可塑性、絶縁性、金属に対する高圧下での潤滑性を有し、安価であることから難燃剤、ポリ塩化ビニル用可塑剤、潤滑油添加剤などとして利用される。日本では「エンパラ」（味の素ファインテクノ）、「トヨパラックス」（東ソー）などの商品名で販売されている。切削油をはじめとする金属加工用剤としても利用されたが、後述のとおり環境への影響の懸念による自主規制から、日本では2007年以降はこの用途での利用は行われなくなった。最大の生産国は中華人民共和国で、2008年には45万トンの生産が報告された。

## 環境への影響
毒性と難分解性、生物濃縮性が高いことから、アメリカ合衆国では有害化学物質排出目録制度に基づき、1995年より事業者に移動排出量の報告が義務付けられている。欧州連合では1999年のリスク評価の結果、2004年以降金属加工と皮革産業での使用が禁止された。日本でも化審法に基づき、2005年2月に第一種監視化学物質に指定され、国際的にも残留性有機汚染物質に関するストックホルム条約（POPs条約）による規制が検討されていた。中華人民共和国では、食品からの短鎖塩素化パラフィンの摂取量が増加している研究結果がある。国際がん研究機関は炭素数12、塩素化率60%の塩素化パラフィンのヒトへの発癌性についてGroup2B（ヒトに対する発癌性が疑われる）と評価している。
その後、2017年に「塩素の含有量が全重量の48パーセントを超える短鎖塩素化パラフィン」をPOPs条約の附属書A（廃絶対象）に追加することが決定され、これを受けて日本でも2018年10月1日に化審法の第一種特定化学物質に指定された（なお、化審法では施行令により「ポリ塩化直鎖パラフィン(炭素数が10から13までのものであって、塩素の含有量が全重量の48パーセントを超えるものに限る。)」と定義されている）。
また、欧州連合では炭素数14から17の中鎖塩素化パラフィン（MCCPs）についてもRoHSによる規制を行うべきかコンサルティング・ファームへの諮問が行われていたが、2021年3月22日に公開された最終報告書で「附属書IIへの追加（＝規制物質への指定）を推奨する」と結論された。